# Muhammadābād, Ghazipur
Muhammadābād är en ort i Indien.   Den ligger i distriktet Ghāzīpur och delstaten Uttar Pradesh, i den nordöstra delen av landet, 700 km sydost om huvudstaden New Delhi. Muhammadābād ligger 73 meter över havet och antalet invånare är 33 186.
Terrängen runt Muhammadābād är mycket platt. Runt Muhammadābād är det tätbefolkat, med 913 invånare per kvadratkilometer. Närmaste större samhälle är Ghazipur, 17,5 km väster om Muhammadābād. Trakten runt Muhammadābād består till största delen av jordbruksmark.